# Kommandant der Seeverteidigung Molde
Der Kommandant der Seeverteidigung Molde, kurz Seekommandant Molde, war ein regionaler Küstenbefehlshaber der deutschen Kriegsmarine im Zweiten Weltkrieg.

## Geschichte
Nach der deutschen Besetzung Norwegens im Mai 1940 richtete die Kriegsmarine die Dienststelle des Seekommandanten Molde ein, deren Stabsquartier sich in der gleichnamigen Stadt befand. Sie unterstand zunächst dem Admiral der norwegischen Westküste und wechselte am 1. Dezember 1940 unter den Admiral der norwegischen Nordküste.
Der Befehlsbereich des Seekommandanten reichte vom Vinjefjord im Norden bis zum Kap Stadlandet im Süden. Die benachbarten Seekommandanturen waren Drontheim im Norden und Bergen im Süden.

## Unterstellte Dienststellen und Verbände
Dem Seekommandanten waren folgende Verbände und Dienststellen unterstellt:
- Hafenkapitän Molde
- Hafenkapitän Aalesund: von August 1942 bis September 1942 Korvettenkapitän Robert Morath
- Hafenkapitän Kristiansund
- Hafenkapitän Andalsnes
- Hafenschutzflottille Molde
- Marineartillerieabteilung 505 (Molde), Marineartillerieabteilung Molde im Juni 1940 aus der Marineartillerieabteilung 305, ab Juli 1940 endgültige Bezeichnung
  - Torpedobatterie Julholm, 1. Batterie
- Marineartilleriekommando Molde
- Marinesperrwaffenkommando Molde
- Marineausrüstungsstelle Molde

## Seekommandanten
Folgende Offiziere hatten den Dienstposten des Seekommandanten Molde:
- Kapitän zur See Hans Ahlmann, April – August 1943, zugleich Hafenkapitän Bergen
- Kapitän zur See Albert Liesmann, August 1943 – August 1944
- Kapitän zur See Dothias Wiarda, August 1944 – Februar 1945 (im Amt verstorben), ehemaliger Kommandant der Seeverteidigung Kreta
- Admiral Paul Fanger, Februar – März 1945 (in Vertretung)
- Kapitän zur See Konrad Weygold, März 1945 – Auflösung der Dienststelle